# Octave
Octave je odprtokodni računalniški program za numerične matematične izračune. Večinoma je združljiv s programom MATLAB. Sam program je brez uporabniškega vmesnika.

## Zgodovina
Začetek sega v leto 1988. Hiter razvoj je začel John W. Eaton leta 1992.

## Uporaba
Uporablja se za osebne, akademske in industrijske potrebe.

## Jezik
Zgled nekaj ukazov v Octave:
```
octave:1> x.a = 1; x.b = [1, 2; 3, 4]; x.c = "string";
octave:2> x.a
x.a = 1
octave:3> x.b
x.b =

  1  2
  3  4

octave:4> x.c
x.c = string

```

## Uporaba
Vsak program, lahko shranimo v obliki ime.m, ter ga nato zaženemo z Octave.
Primer računanja ničel polinoma z metodo bisekcije:
```
f=inline('x-sin(x-1.73)','x'); % Analitičen zapis funkcije
a = -5; % prvi približek ničle
b = 5; % drugi približek ničle
c = (a+b)/2; % razpolovišče intervala
epsilon = 1e-8; %natančnost
i=0; % števec

while abs(f(c)) > epsilon
  c=(a+b)/2;
  if f(a)*f(c) < 0 % a in c sta razlicno predznacena
    b=c;
  else
    a=c;
  endif
  i = i+1;
endwhile;

```